# Parque eólico Spring Valley
El parque eólico Spring Valley es el primer parque eólico de Nevada. La granja es propiedad y está operada por Pattern Energy. La instalación está ubicada en Spring Valley, al noroeste del Parque Nacional Great Basin y aproximadamente 30 millas (48 km) al este de Ely, Nevada. La planta de 151,8 megavatios (203,600 hp) utiliza 66 aerogeneradores de 2,3 megavatios (3,100 hp) y ocupa 77 acres (31 ha) en el centro de Spring Valley, que consta de 7,673 acres (3,105 ha).
El parque eólico, en consideración desde 2003, fue propuesto oficialmente a la Comisión del Condado de White Pine en febrero de 2008, con planes para que la instalación esté operativa en dos años. Los retrasos ocurrieron cuando la Oficina de Administración de Tierras (BLM) solicitó más información al desarrollador sobre el sitio. El BLM aprobó el proyecto en octubre de 2010, pero se presentó una demanda en enero de 2011, alegando que el BLM aprobó rápidamente el proyecto sin realizar un análisis ambiental completo. La demanda declaró que el parque eólico pondría en peligro a los murciélagos de cola libre mexicanos y otros animales en el aire, y que la ubicación del proyecto propuesto violaba la cultura india americana ya que estaba cerca del sitio de una masacre india que ocurrió durante la Guerra de Goshute en 1863. 
El trabajo de preparación del sitio comenzó el 15 de junio de 2011, y las discusiones sobre la resolución de la demanda comenzaron más tarde ese año. Las turbinas eólicas comenzaron a llegar al sitio en marzo de 2012, y la demanda se resolvió ese mismo mes. El sitio inició operaciones el 8 de agosto de 2012. El parque eólico proporciona energía a NV Energy, que es su único cliente como parte de un acuerdo de 20 años que se alcanzó con Pattern Energy y se aprobó en febrero de 2010. 

## Historia
A partir de enero de 2008, se habían propuesto siete parques eólicos para el condado de White Pine, Nevada. El 13 de febrero de 2008, Babcock & Brown propuso planes a la Comisión del Condado de White Pine para que se construya un parque eólico en Spring Valley, ubicado aproximadamente a 30 millas al este de Ely, y al noroeste del Parque Nacional Great Basin. La compañía planeaba tener el parque eólico en funcionamiento en dos años. El proyecto había sido considerado desde 2003.
El 11 de febrero de 2009, la compañía declaró que aún planeaba construir el proyecto de $ 250 millones a partir de 2010, a pesar del colapso financiero de Babcock & Brown. Se proyectó que la construcción comenzaría entre abril y diciembre de 2010, y finalizará a fines de año. Los retrasos ocurrieron cuando se requirió a la compañía que recopilara la información adicional que buscaba la Oficina de Administración de Tierras (BLM).
Para octubre de 2009, Pattern Energy, con sede en Houston, se había involucrado con el parque eólico propuesto, y el BLM estaba finalizando los planes de desarrollo de la empresa para el proyecto. La compañía esperaba comenzar la construcción a fines del verano o comienzos del otoño de 2010, con posible finalización para el segundo trimestre de 2011. En enero de 2010 se otorgó un permiso de uso especial y una variación a Pattern Energy El 9 de febrero de 2010, luego de recibir la aprobación, Pattern Energy anunció un acuerdo por 20 años con NV Energy, que compraría la energía generada por el parque eólico. Gran parte de la energía producida por el parque eólico beneficiaría a los clientes de NV Energy en el valle de Las Vegas.

### Seguridad y demanda animal.
Para agosto de 2010, los biólogos se habían preocupado por la seguridad de hasta tres millones de murciélagos mexicanos de cola libre que emigran anualmente en la cercana Cueva de las Rosas, ubicada aproximadamente a cinco millas de distancia. A los biólogos les preocupaba que los murciélagos pudieran volar hacia las turbinas eólicas y que pudieran sufrir barotrauma por acercarse demasiado a una turbina, lo que llevaría a la muerte. George Hardie, el gerente del proyecto para el parque eólico, dijo sobre la tierra: "Desde el punto de vista de los corredores de aves rapaces, parecía el sitio más respetuoso con el medio ambiente en Nevada". Según Hardie, los estudios de movimientos de murciélagos mostraron que la mayoría de los animales que salían de la cueva volaron hacia el sur, lejos del sitio del parque eólico propuesto. Los planificadores del proyecto esperaban que para cada año, menos de 203 aves y 193 murciélagos murieran a causa de los encuentros con las turbinas.
Después de que los biólogos realizaron una investigación, la compañía planeó instalar tres estaciones de radar terrestres en el lado este del parque eólico; Hardie describió esto como una "medida de mitigación para detener el funcionamiento de las turbinas en menos de un minuto y así prevenir o eliminar las muertes de murciélagos". La compañía también planeó instalar sensores infrarrojos o un detector de movimiento en la entrada de la cueva, lo que alertaría a los operadores del parque eólico cada vez que saliera una gran cantidad de murciélagos.
El BLM aprobó el proyecto el 15 de octubre de 2010. En enero de 2011, se presentó una demanda federal de 36 páginas, que indica que el BLM violó las leyes ambientales federales y culturales de los indios americanos al aprobar el proyecto. La demanda alegó que el BLM aprobó rápidamente el proyecto a pesar de "impactos ambientales y culturales muy significativos y desconocidos", afirmando que "el BLM se negó a realizar el análisis ambiental completo requerido por la Ley de Política Ambiental Nacional. En lugar de ello, bajo la presión de funcionarios de la BLM de alto nivel y el proponente industria, BLM corrió a través de un análisis a corto cortado con el fin de cumplir con los plazos de financiación arbitrarias deseadas por la industria ".
La queja señaló que varias especies animales diferentes podrían verse afectadas por el proyecto, incluidos los murciélagos de cola libre mexicanos, el urogallo mayor y las rapaces. El sitio para el parque eólico propuesto también estaba ubicado cerca del sitio sagrado de cedro del pantano de los Shoshone del Oeste, donde los indios fueron masacrados en 1863, durante la Guerra de Goshute. La demanda fue presentada por abogados del Centro para la Diversidad Biológica, las Tribus Confederadas de la Reserva Goshute, la Tribu Shoshone de Duckwater, la Tribu Ely Shoshone y el Proyecto de la Cuenca Occidental.
La demanda buscó evitar que el BLM permita que el proyecto del parque eólico continúe con la limpieza del terreno, la preparación del sitio y la construcción de los aerogeneradores "hasta que BLM haya cumplido completamente con la ley". Además, la demanda solicitó que el BLM negara su aprobación del proyecto. El BLM se negó a comentar sobre la demanda, mientras que Hardie dijo que "si el proyecto Spring Valley no es ambientalmente aceptable, entonces ningún proyecto en Nevada será aceptable".
Hardie afirmó además que Pattern Energy y el BLM trabajaron "extremadamente duro para hacer que el proyecto eólico de Spring Valley sea lo más benigno para el medio ambiente", dijo que "ha implementado el plan de gestión de adaptación y mitigación más extenso y prospectivo jamás diseñado para cualquier Proyecto de energía eólica en los Estados Unidos para minimizar el impacto sobre la vida silvestre y el medio ambiente. De hecho, nuestros planes de mitigación y manejo adaptativo para los murciélagos, el urogallo y otras especies aviares fueron diseñados con el aporte completo y la máxima concurrencia tanto del Departamento de Vida Silvestre de Nevada como del Servicio de Pesca y Vida Silvestre de los Estados Unidos ". Según la demanda, el proyecto fue aprobado a pesar de las inquietudes del Servicio de Parques Nacionales, y de los biólogos del Servicio de Pesca y Vida Silvestre de los EE. UU. Y del Departamento de Vida Silvestre de Nevada.

### Construcción y liquidación de demandas.
El trabajo en el sitio comenzó el 15 de junio de 2011 para prepararlo para la construcción de los aerogeneradores. Se esperaba que se crearan más de 150 empleos durante la fase de construcción, mientras que se crearían 10 empleos permanentes al finalizar el proyecto. Las discusiones sobre una resolución de la demanda comenzaron más tarde en 2011, después de que un juez federal se negó a detener el trabajo en el sitio para permitir nuevos estudios de impacto de los murciélagos y el urogallo.
Los aerogeneradores comenzaron a llegar al sitio el 1 de marzo de 2012, y la demanda se resolvió ese mismo mes. Como parte del acuerdo, Pattern Energy acordó ampliar el programa utilizado para rastrear las muertes de murciélagos y aves causadas por el proyecto. La compañía también acordó pagar $ 50,000 por un estudio de Rose Cave. Inicialmente, el parque eólico solo serviría para clientes de NV Energy en el norte de Nevada. La finalización eventual de una línea de transmisión, en construcción a partir de abril de 2012, llevaría la energía del parque eólico a los clientes en el Valle de Las Vegas.

### Operaciones y muertes de animales.
El parque eólico se completó a un costo de $ 225 millones y comenzó a operar el 8 de agosto de 2012. Fue el primer parque eólico que se construyó en Nevada y el primero que se construyó en tierras federales en los Estados Unidos. El parque eólico contaba con 66 turbinas, cada una de aproximadamente 400 pies de altura y ubicadas en el centro de Spring Valley. El parque eólico produce 152 megavatios de energía, suficiente para alimentar 40,000 hogares. Como parte del acuerdo anterior, NV Energy sería el único cliente del parque eólico durante 20 años. El proyecto creó 13 empleos permanentes y se esperaba que generara $ 1 millón en impuestos cada año para el condado y el estado. Fue el cuarto proyecto eólico operativo de Pattern Energy en América del Norte.
En diciembre de 2012, el parque eólico fue nombrado Proyecto Eólico del Año en una conferencia internacional del sector eléctrico. En febrero de 2013, un águila real fue asesinada en el parque eólico y posteriormente entregada a las autoridades federales, como lo exige la ley. Sin embargo, el parque eólico todavía enfrentaba la posibilidad de una multa de $ 200,000, ya que no tenía un permiso de toma incidental, lo que permitiría la muerte accidental de águilas calvas. El Servicio de Pesca y Vida Silvestre de los Estados Unidos comenzó a investigar la muerte. No se presentaron sanciones contra Pattern Energy.
Hasta septiembre de 2014, las muertes de murciélagos en el parque eólico habían disminuido un 75 por ciento en comparación con el mismo período de tiempo en 2013; Se registraron 23 muertes de murciélagos hasta ese momento, en comparación con 103 en el marco de tiempo anterior. Un total de 533 murciélagos fueron finalmente asesinados en 2013, tres veces la cantidad permitida por los reguladores federales. Luego, la compañía aumentó la velocidad requerida para hacer girar las turbinas de siete millas por hora a once millas por hora, lo que resultó en la disminución de muertes de murciélagos. Un segundo águila dorada murió en el parque eólico en febrero de 2015.